# Marianne

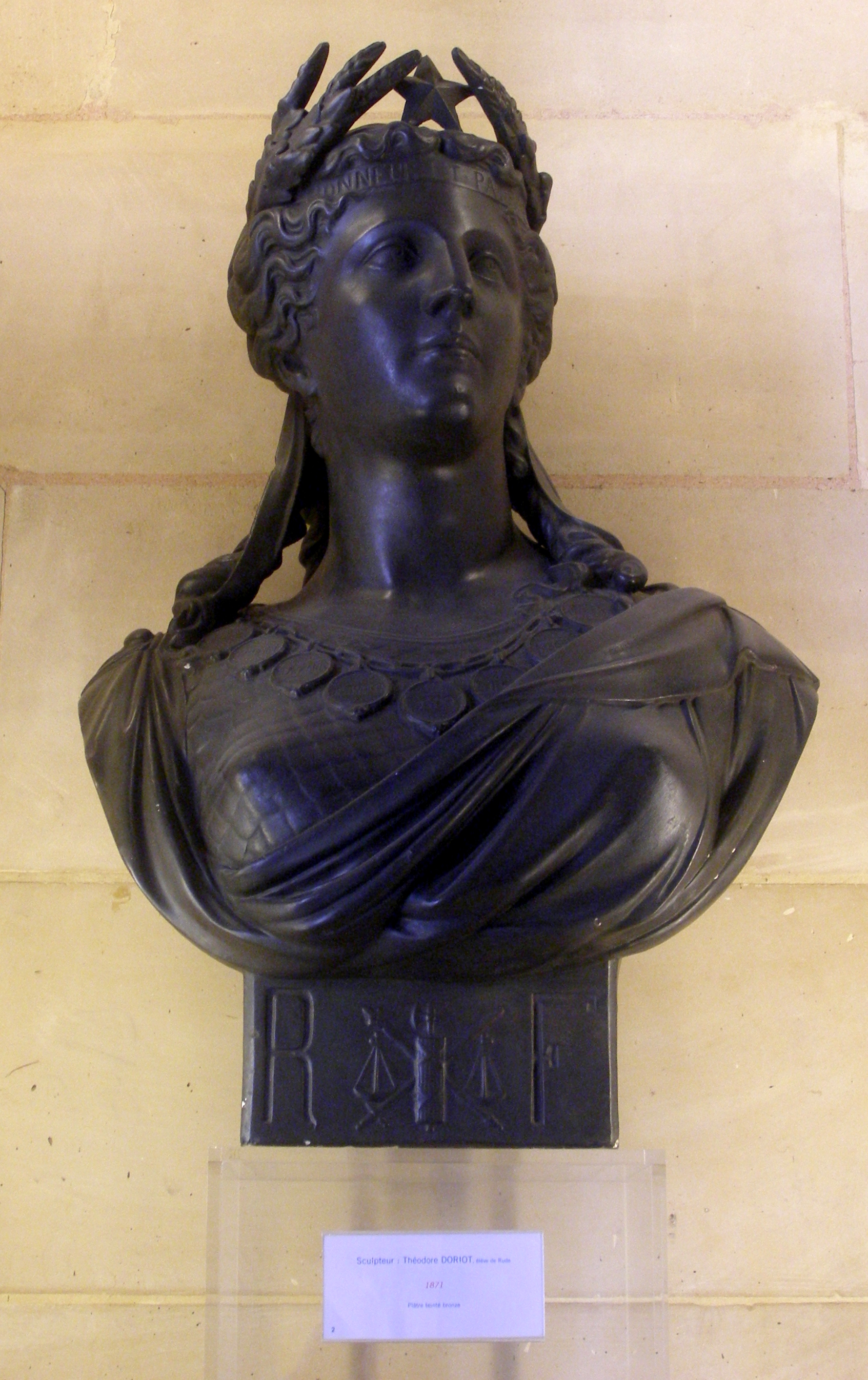
Tượng bán thân của Marianne được điêu khắc bởi Théodore Doriot, tại Thượng viện Pháp

Marianne (phát âm [maʁjan]) là hiện thân quốc gia của Cộng hòa Pháp kể từ Cách mạng Pháp, là hiện thân của tự do, bình đẳng, tình huynh đệ và lý trí, và là chân dung của Nữ thần Tự do.
Marianne được trưng bày ở nhiều nơi ở Pháp và giữ một vị trí danh dự trong các tòa thị chính và tòa án luật. Cô được mô tả trong Khải hoàn môn của Cộng hòa, một tác phẩm điêu khắc bằng đồng nhìn ra quảng trường Place de la Nation ở Paris, và được thể hiện với một bức tượng Paris khác ở Place de la République. Hồ sơ của cô nổi bật trên logo chính phủ chính thức của đất nước, được khắc trên đồng euro của Pháp và xuất hiện trên tem bưu chính Pháp. Nó cũng được giới thiệu trên tiền tệ franc trước đây. Marianne là một trong những biểu tượng nổi bật nhất của Cộng hòa Pháp, và được chính thức sử dụng trên hầu hết các văn bản của chính phủ.
Marianne là một biểu tượng cộng hòa quan trọng; người tương đương với chế độ quân chủ Pháp của cô ấy thường là Jeanne d'Arc. Là một biểu tượng quốc gia, Marianne đại diện cho sự phản đối chế độ quân chủ và chức vô địch của tự do và dân chủ chống lại mọi hình thức áp bức. Các biểu tượng quốc gia khác của nước Pháp theo chế độ Cộng hòa bao gồm lá cờ 3 màu, khẩu hiệu quốc gia Liberté, Égalité, Fraternité, quốc ca "La Marseillaise", quốc huy và Con dấu lớn chính thức của Pháp. Marianne cũng đeo một chiếc mũ lưỡi trai và một chiếc mũ lưỡi trai màu đỏ tượng trưng cho sự Tự do.